# Commotrias
Commotrias é um gênero de mariposa pertencente à família Acrolophidae.